# پائولو آچلو
پائولو آچلو (تلفظ: [ˈpa:olo utˈtʃɛllo]) (به ایتالیایی: Paolo Uccello) (زاده ۱۳۹۷ میلادی و درگذشته ۱۰ دسامبر ۱۴۷۵ میلادی) از نقاشان رنسانس اهل ایتالیا بود.